# Firth of Clyde
Firth of Clyde je ustje reke Clyde. Je na zahodni obali Škotske in predstavlja najgloblje obalne vode na Britanskem otočju (najgloblje je 164 metrov globoko). Firth je pred Atlantskim oceanom zaščiten s polotokom Kintyre, ki obdaja zunanji firth v Argyllu in Ayrshiru. Kilbrannan Sound je velik rokav Firth of Clyde, ki ločuje polotok Kintyre od otoka Arran. Znotraj Firth of Clyde je še en večji otok – otok Bute. Glede na svojo strateško lego na vhodu v srednji in zgornji Clyde je Bute igral ključno pomorsko vojaško vlogo med drugo svetovno vojno.

## Geografija
Na svojem vhodu je firth širok približno 42 km. Na enem območju v zgornjem toku se mu pridružita Loch Long in Gare Loch. To območje vključuje veliko sidrišče ob Greenocku, ki je znano kot Tail of Bank. ('Bank' se nanaša na peščeni breg in plitvino, ki ločuje estuarij od izliva reke Clyde.) Tudi tam, kjer se peščeni breg zoži, je Clyde širok skoraj 3,2 km. Njegova zgornja meja plimovanja je pri jezu za plimovanje ob Glasgow Greenu.
Geografska (in priljubljena) razlika med firthom in reko Clyde je nejasna. Nekateri Dumbarton imenujejo »na Firth of Clyde«. Hkrati prebivalci Port Glasgowa in Greenocka pogosto označujejo del firtha, ki leži severno od teh območij, kot 'reko'. V škotski gelščini se kopenski konec firtha imenuje Linne Chluaidh (izgovarja se [ˈʎiɲə ˈxlˠ̪uəj]; pomeni enako kot v angleščini), medtem ko je območje okoli juga Arrana, Kintyra in Ayrshira/Gallowaya An Linne Ghlas [ə ˈʎiɲə ˈɣlˠ̪as̪].
Firth obsega številne otoke in polotoke, s celino in med seboj pa jih povezuje 12 trajektnih poti. Firth se včasih imenuje Clyde Waters in se običajno šteje za del Irskega morja. Trajektne storitve upravljata Caledonian MacBrayne in Western Ferries, številne poti pa so življenjska doba za skupnosti, ki živijo na oddaljenih območjih. Veliko število morskih jezer meji na Firth – največje je Loch Fyne.

### Polotok Cowal
Polotok Cowal sega v Firth of Clyde in tvori glavno zahodno obalo zgornjega firtha. Glavno mesto na polotoku Cowal je Dunoon.

#### Trajekti
Potovanje po poteh čez Firth of Clyde prihrani čas v primerjavi s potovanjem po cesti, prek strani Loch Eck (cesta A815), Rest and Be Thankful (cesta A83) in strani Loch Lomond (cesta A82).
Storitev med Dunoonom in Gourockom v Inverclydu upravlja Caledonian MacBrayne. (Med letoma 2011 in 2019 ga je upravljala hčerinska družba tega podjetja, Argyll Ferries). Storitev, ki prevaža samo pešce, je neposredno povezana s storitvijo ScotRail do Glasgowa.
Western Ferries izvajajo storitve med Hunters Quay in McInroy's Point blizu Gourocka in prevažajo vse vrste vozil kot tudi pešce.

### Towns and villages along the shoreline
Here is a list of the major towns and some of the numerous villages along the firth (but not along the River Clyde or the connecting lochs):
- Ardrossan, Ayr
- Barassie, Brodick
- Campbeltown, Cardross, Carradale
- Dumbarton, Dunoon
- Fairlie
- Gourock, Greenock, Girvan
- Helensburgh, Hunter's Quay
- Innellan, Inverkip, Irvine
- Kilcreggan, Kilmun, Kirn
- Lamlash, Largs, Lochranza
- Millport, Isle of Cumbrae
- Port Bannatyne, Portencross, Port Glasgow, Prestwick
- Rothesay, Argyll and Bute
- Saltcoats, Seamill, Skelmorlie, Stevenston, Strone
- Toward, Troon
- Wemyss Bay, West Kilbride, Whiting Bay

### Otoki v Clydu
V firthu je veliko otokov. Vsi največji imajo cvetoče skupnosti in redne trajektne povezave, ki jih povezujejo s celino. To so:
- Otok Arran
- Otok Bute
- Great Cumbrae]]

### Loch ob reki Clyde
- Gare Loch
- Loch Long in Loch Goil
- Holy Loch v Sandbank na polotoku Cowal
- Loch Striven
- Loch Riddon ob Kyles of Bute
- Loch Fyne, Loch Gilp in Loch Shira
- Lochranza
- Campbeltown Loch
- Loch Ryan
- East Loch Tarbert, Argyll
- Loch Gair

## Zgodovina
Clyde je bila pomembna pomorska pot že od najzgodnejših časov. Na primer, bitka pri Largsu, ki se je tam odvijala leta 1263, je bila geopolitična prelomnica: označila je konec nordijskih ambicij v Britaniji. Z začetkom v 16. stoletju je Clyde vedno bolj postajal kanal za komercialne in industrijske izdelke, kot so: sled, les, vino, sladkor, tobak, tekstil, železo in jeklo, premog, olje, industrijske kemikalije, destilacija in pivovarstvo, ladje, lokomotive in druga vozila in drugi proizvedeni izdelki.
Sredi 19. stoletja je jahtanje postalo priljubljeno na Clydu. Območje je postalo znano po vsem svetu zaradi pomembnega prispevka k jahtanju in gradnji jaht z znamenitimi oblikovalci, med katerimi so: William Fife III.; Alfred Mylne; G L Watson; David Boyd. To je bila tudi lokacija številnih znanih ladjedelnic za jahte. Lesene jahte, ki jih je zgradil Clyde, so še danes znane po kakovosti in slogu.
S pojavom turizma v viktorijanskih časih je območje postalo priljubljeno med prebivalci Glaswega in prebivalci sosednjih mest in okrajev, ki so potovali doon the watter s parniki Clyde na počitnice v slikovita obmorska mesta in vasi, ki se vrstijo ob firthu, z bolj premožnimi zgraditi znatne počitniške hiše ob njenih obalah. Mnoga mesta, kot so Gourock, Largs, Ayr, Dunoon, Rothesay, so v tem obdobju cvetela in postala polnopravna letovišča z dobro opremljenimi hoteli in znamenitostmi. Igrišča za golf, vključno z igrišči za velika prvenstva, so se množila.
Ladjedelnici spodnji Clyde Greenock in Port Glasgow, predvsem Scott Lithgow, sta imeli pomembno zgodovinsko vlogo v ladjedelništvu. PS Comet je bil prvi uspešen parnik v Evropi in vse do globoko v 20. stoletju je bil tam zgrajen velik delež svetovnih ladij.
Med drugo svetovno vojno sta Glasgow in Clyde postala glavna vstopna točka v Veliki Britaniji za trgovske ladje, vojaško osebje in opremo zavezniških sil ter za sestavljanje, odpremo in nadzor njihovih čezoceanskih konvojev. Clyde je gostil tudi največjo pomorsko bazo v državi. Leta 1942 je bil podmorski naftovod, ki je bil položen čez Firth of Clyde, kraj operacije Pluton, prvega tovrstnega globokomorskega preizkusa na svetu. To je bila ena od mnogih inovacij, namenjenih podpori zračnih, pomorskih in teritorialnih bojev med drugo svetovno vojno.
Danes turizem, šport in rekreacija ter zgodovina dediščine še naprej privabljajo obiskovalce z vsega sveta. PS Waverley na parni pogon – poleg svojega rednega prevoza – še vedno vozi na križarjenja v obalna mesta, ki so priljubljene turistične destinacije že od 19. stoletja. Firth je obdan s številnimi gradovi in stavbami zgodovinskega pomena, ki so odprti za javnost, kot so grad Inveraray, grad Brodick, razkošno Mount Stuart House na otoku Bute in grad Culzean, ki je najbolj obiskana znamenitost v lasti Nacionalnega sklada za Škotsko. Oceanske ladje pogosto pristajajo v Greenocku, mednarodno letališče Glasgow in letališče Glasgow Prestwick pa sta v bližini. Obstaja pogosta železniška povezava do obale in z nje, vključno s povezavami do Obana in Fort Williama, z mestnimi terminali v Glasgowu in Edinburgu. Obstaja tudi dnevna trajektna linija med območjem in Belfastom.
V zadnjem času je bilo naravno okolje jezera ponekod ogroženo zaradi niza industrijskih in vojaških dogodkov ob obali, vključno z jedrsko elektrarno Hunterston B in globokomorskim terminalom Hunterston. Hkrati je nazadovalo ladjedelništvo. V zgornjem Clydu, v Glasgow Govanu in Scotstounu, še vedno delujeta dve veliki ladjedelnici. Vodi jih BAE, katerega glavna stranka je kraljeva mornarica. V spodnjem Clydu deluje le še ena ladjedelnica: Ferguson Shipbuilders, ki je poleg gradu Newark, Port Glasgow. Suhi dok Garvel v Greenocku še naprej deluje za popravilo ladij, velik suhi dok Inchgreen v Greenocku pa je v občasni uporabi. Območja nekdanjih ladjedelnic se preuredijo v območja, ki vsebujejo stanovanjska stanovanja, objekte za prosti čas in poslovne zgradbe.
- Ferguson Shipbuilders, zadnja ladjedelnica na Lower Clydeu, blizu gradu Newark, Port Glasgow, na zgornjem koncu firtha
- Notranji zaliv, viden s polotoka Cowal blizu Dunoona, gledano proti severovzhodu do obale Inverclyde na točki Cloch, južno od Gourocka in Greenocka, in za tem Tail of Bank. PS Waverley je mogoče videti med križarjenjem proti jugu "doon the water"

## Narava in varstvo
Na Great Cumbrae je morska biološka postaja, ki jo skupaj vodita Univerza v Glasgowu in Univerza v Londonu.
Navadni in sivi tjulenj sta pogosta v firthu. Pogoste so tudi pristaniške pliskavke. Medtem ko so delfini veliko manj pogosti, so bili nekateri poleti 2005 opaženi v zgornjem toku firtha.
Poleg tega je bilo leta 2005 drugo največje število opažanj morskega psa orjaka na Škotskem (za Minchom). Zdi se, da so ti ogromni morski psi še posebej naklonjeni toplim, plitvim vodam, ki obkrožajo Pladdo.
Čeprav je bil komercialni ribolov včasih intenziven v številnih ribiških mestih v firthu, so danes edini komercialno zanimivi ulovi, ki so ostali v vodah Clyda, kozice, jastogi, sled, školjke in raki.
Septembra 2008 je bila uvedena prva Škotska No Take Zone (NTZ) v zalivu Lamlash na otoku Arran. To je bil rezultat prizadevanj skupnosti, ki ga je vodila Skupnost Arran Seabed Trust (C.O.A.S.T). NTZ je bil uveden posebej za zaščito občutljivih morskih skupnosti, kot je maerl. Maerl je zelo počasi rastoča koralam podobna apnenčasta rdeča alga (zraste le 1 mm na leto). Je pomembna škotska vrsta. Gredice maerl so rezervoarji biotske raznovrstnosti in so ključnega pomena za rast mladih pokrovač in rib. Študije so pokazale, da poglabljanje pokrovač in organski odpadki iz ribogojnic znatno zmanjšajo populacijo živih maerl. Ugotovljeno je bilo, da poglabljanje pokrovače na dno maerla ubije več kot 70 % živega maerla. Spremljanje dna v naslednjih štirih letih ni odkrilo opaznega okrevanja, kar kaže na to, da bi maerl struge potrebovale več let brez motenj, da bi si opomogle.
Leta 2014 je bilo 71.200 hektarjev morja ob ustju zaliva med Kintyrejem in Rhins of Galloway razglašeno za zavarovano morsko območje za ohranjanje narave, imenovano Clyde Sill MPA(NC). MPA pokriva značilen prag na ustju zaliva, kjer se toplejša, sveža voda Clyda meša s hladnejšo, bolj slano vodo Severnega preliva. To je bogato okolje za plankton, ki zagotavlja hrano ribam, ki jih jedo višji morski plenilci in morske ptice.

## Ladijski promet v Firthu
Firth of Clyde je bil tako kot reka Clyde v zgodovini pomembno središče ladjedelništva in pomorskega prometa. Navzgor so bili ladjedelniški in inženirski centri v Glasgowu, Govanu, Clydebanku, Dumbartonu in Renfrewu. Nizvodno so bile velike ladjedelnice v Greenocku in Port Glasgowu; manjša dvorišča v Irvineu, Ardrossanu, Troonu in Campbeltownu; in različne druge ladjedelnice, vključno s tistimi na Hunters Quay, Port Bannatyne in Fairlie. Danes je ladjedelnica Ferguson Marine, ki meji na grad Newark v Port Glasgowu, zadnja trgovska ladjedelnica na Clydu in je v lasti škotske vlade. V Greenocku, veliki suhi dok in obrati za popravilo ladij v Inchgreenu odprli leta 1964, nato pa jih je prevzel Scott Lithgow. Tamkajšnji suhi dok je dolg 305 m in širok 44 m. S propadom Scotta Lithgowa so objekti prešli pod upravljanje Clydeporta, ki je skupaj s Cammellom Lairdom zdaj del Peel Ports Group.
Firth of Clyde ima enega najglobljih kanalov za vhod v morje v severni Evropi. Sprejme največja plovila Capesize, ki so danes na vodi. Posledično je bil Clyde eno vodilnih pristanišč v Združenem kraljestvu, ki je vsako leto pretovorilo približno 7,5 milijona ton tovora. Terminal Hunterston je bil zgrajen za dovažanje rude v razsutem stanju, kasneje pa se je večinoma ukvarjal z uvozom premoga in leta 2016 zaprt.  Supertankerji do 324.000 ton potujejo po reki navzgor, da dostavijo surovo nafto do naftnega terminala Finnart v Loch Longu, ki je s cevovodom povezan z rafinerijo Grangemouth na Firth of Forth. Drugi cevovod vrača rafinirane naftne proizvode za izvoz (v manjših naftnih tankerjih) predvsem na Severno Irsko.
Greenockov obrat Ocean Terminal obravnava tovor iz kontejnerskih ladij. Postalo je tudi živahno pristanišče za križarjenja z novim plavajočim pontonskim privezom.
Kraljeva mornarica je pomembno prisotna na Clydu, tako v HMNB Clyde na Gare Lochu kot na Loch Longu, ki je povezan z jedrskimi skladišči v Coulportu in Glen Douglasu. Inženiring in operacije ladjedelnice upravlja Babcock International. Eno od treh glavnih pristanišč, ki zagotavljajo podporna plovila za pomorske storitve, je v Greenocku in ga je prej neposredno upravljala Kraljeva pomorska pomožna služba.
- V Gourocku se ladja odpravi proti kontejnerskim žerjavom v Greenocku, mimo kaledonskega trajekta MacBrayne Dunoon. Na drugi strani reke MV Kenilworth zapusti Kilcreggan za Helensburgh
- Kontejnerski žerjavi na Greenockovem oceanskem terminalu, kjer je privezana ladja za križarjenje Golden Princess
- Kontejnerska ladja mv Encounter (zgrajena 2004, klicni znak PHAO) na poti v estuarij Clyde, cilj Bilbao. Mali Cumbrae je viden na levi.